# W zawieszeniu (powieść)
W zawieszeniu (ang. Suspense) – ostatnia, nieukończona powieść Josepha Conrada, opublikowana pośmiertnie w 1925, przygotowana z rękopisu przez Richarda Curle’a.
Pierwsze polskie tłumaczenie wydał w 1960 Państwowy Instytut Wydawniczy pod tytułem Oczekiwanie, przekładu dokonał Jerzy Bohdan Rychliński. Pod tytułem W zawieszeniu powieść ukazała się w 1974 w tłumaczeniu Anny Przedpełskiej-Trzeciakowskiej, konsultacji marynistycznej dokonał Józef Miłobędzki.

## Historia wydania
Conrad zamierzał napisać powieść o czasach napoleońskich jeszcze w 1918, w trakcie kończenia Złotej strzały i Ocalenia, i pisał w korespondencji, że jest „przez cały czas obecna w [jego] myślach”. Pisać zaczął w 1920, nazywając ją „powieścią o Elbie” i „wielka powieścią śródziemnomorską”, a nieco później, nadając jej prowizoryczny tytuł Wyspa odpoczynku. Mimo że wiosną 1921 był z żoną na Korsyce, gromadząc materiały do powieści, w końcu latem tegoż roku odłożył ją i zaczął pisać Korsarza. Wrócił do pisania pod koniec 1922, nadając jej tytuł W zawieszeniu, ale książki nie zdążył ukończyć przed śmiercią.
Akcja powieści oparta jest w dużej mierze na głośnych pamiętnikach Adèle d'Osmond, Comtesse de Boigne.

## Fabuła
Akcja rozgrywa się w 1815 roku. Młody Anglik, Cosmo Latham, odwiedza Genuę w czasie, gdy na niedalekiej Elbie przebywa uwięziony Napoleon Bonaparte. Młodzieniec styka się ze  środowiskiem dyplomatów i szpiegów krążących wokół osoby wygnanego cesarza. Powieść „ukazuje potężny wpływ napoleońskiego mitu na rozwój ruchów politycznych i społecznych we Włoszech”.

## Recepcja
Zdzisław Najder nazywa ją powieścią „wymarzoną” i „utęsknioną” przez autora. Sam Conrad pisał: „To duży utwór – największy od czasu W oczach Zachodu”. 
Niemniej powieść nie jest oceniana wysoko. Najder, porównując ją z innym niedokończonym utworem Conrada, Siostry pisze, że powieść „zdradza wiek i zmęczenie pisarza” oraz „styl ześlizguje się czasami w stronę łatwej banalności”, niemniej „obie [powieści] są w pełni europejskie, zarówno pod względem tła, jak i tematyki, która w obu wypadkach zdumiewa ambitnym rozmachem. Spośród ukończonych dzieł Conrada jedynie Nostromo i ewentualnie W oczach Zachodu mogą dorównać bogactwu tematyki W zawieszeniu”.